# Jリーグ マン・オブ・ザ・マッチ
Jリーグ マン・オブ・ザ・マッチは、1994年、1995年の2年間行われたJリーグの表彰制度の一つ。
この仕組は各試合のマッチコミッショナーが、その試合で最も印象的なプレーをした選手を勝利チームの中から1名選び、その選手に対して賞金10万円が協賛スポンサー（1994年はジレット剃刀、1995年はサントリー）から贈呈されたものである。
Jリーグの公式表彰は上記2年間で終了となったが、参加各チームはその後も任意でホームゲームでの勝利試合等で最も活躍した選手に対してチームの出資、あるいは協賛企業から「マン・オブ・ザ・マッチ」を贈呈することがある。

## 参考記事
- JCB・MEP賞（プロ野球・セントラル・リーグで行われる同様の賞）
- ローソン 週間MVP・月間MVP（日本プロバスケットボールリーグ）
- 阪神タイガース　ホームゲーム<近畿地方開催のみ>で阪神が勝利した場合、「ヒーロー賞」が阪神百貨店協賛で贈呈されている
- 東京ヤクルトスワローズ　ホームゲーム<神宮球場のみ>で、ヤクルトが勝利した場合、球団愛称のスワローズとゆかりがある燕市の企業・団体からの協賛による「燕市ヒーロー賞」が贈られる